# Rhopalorhynchus
Rhopalorhynchus is een geslacht van zeespinnen uit de familie Colossendeidae. Het werd in 1873 voor het eerst wetenschappelijk beschreven door James Wood-Mason. Jan Hendrik Stock publiceerde in 1958 een nieuwe beschrijving van het geslacht en van de gekende soorten.
Rhopalorhynchus hebben een zeer slank, rechtlijnig, glad lichaam dat uit vier segmenten bestaat en vier paar lange, slanke poten die minstens tweemaal zo lang zijn als het lichaam. De poten zijn ongeveer even lang en eindigen in een licht gekromde klauw. De lengte van het lichaam van Rhopalorhynchus kroeyeri, die Wood-Mason beschreef, is 13 mm, en van de poten 26 mm.
Deze zeespinnen leven in tropisch ondiep zeewater in de Indische Oceaan en het zuidwesten van de Stille Oceaan, van Zuid-Afrika en de Rode Zee in het westen tot Australië (Queensland) en de Filipijnen in het oosten. R. kroeyeri werd opgevist in de Andamanen. 

## Soorten[3]
- Rhopalorhynchus cinclus Bamber, 2001
- Rhopalorhynchus claudus Stock, 1975
- Rhopalorhynchus clavipes Carpenter, 1893
- Rhopalorhynchus filipes Stock, 1991
- Rhopalorhynchus gracillimus Carpenter, 1907
- Rhopalorhynchus kroeyeri Wood-Mason, 1873
- Rhopalorhynchus lomani Stock, 1958
- Rhopalorhynchus magdalena Staples, 2009
- Rhopalorhynchus mortenseni Stock, 1958
- Rhopalorhynchus pedunculatus Stock, J.H., 1957
- Rhopalorhynchus sibogae Stock, 1958
- Rhopalorhynchus tenuissimus (Haswell, 1885)